# Penshurst Place

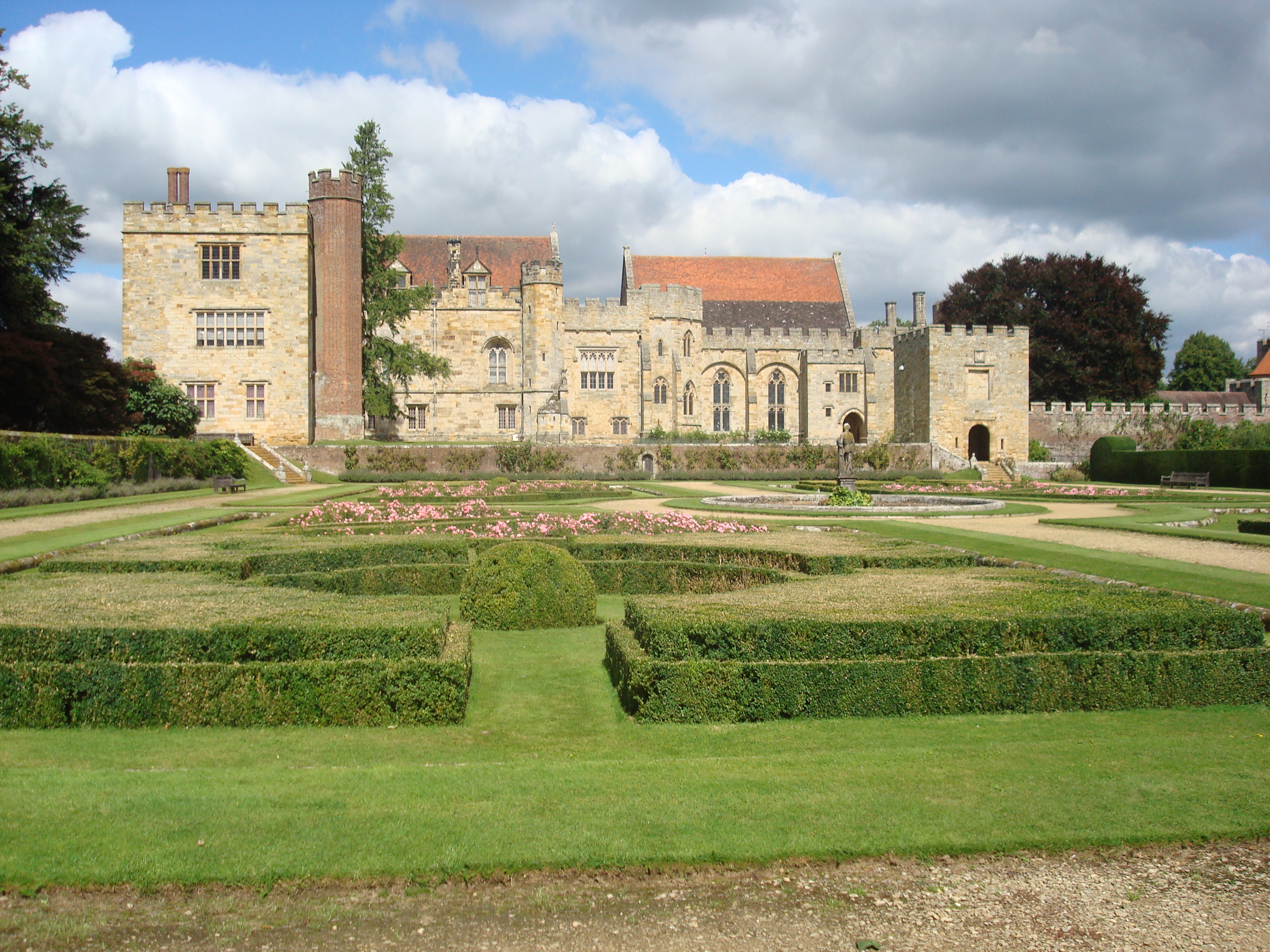
Aspecto geral de Penshurst Place.

Penshurst Place é um palácio histórico inglês, localizado nas proximidades de Tonbridge, no Kent, 32 milhas (50 km) a Sudeste de Londres. É a casa ancestral da família Sidney, encontrando-se, juntamente com os seus jardins, aberto ao público.
A antiga aldeia de Penshurst estava no interior do domínio com o mesmo nome: o solar aparece como Penecestre ou Penchester, um nome adoptado por Stephen de Pencester, Lorde Tutor dos Cinco Portos (Lord Warden of the Cinque Ports), o qual possuiu o domínio até ao fim do século XIII. 
O presente palácio foi construído em 1341 por Sir John de Pulteney, numa época em que tais propriedades deixavam de ser castelos: eram mais moradias que podiam ser defendidas numa emergência. Quando o terceiro filho de Henrique IV, João, Duque de Bedford, ocupou Penshurst, o segundo edifício, conhecido como Edifício Buckingham, foi construído.

## A família Sidney
O palácio foi ampliado depois de 1552, quando o Rei Eduardo VI concedeu a casa a Sir William Sidney de Penshurst (1482-1554), que fôra um cortesão do seu pai, Henrique VIII. O filho de Sir William, Henry Sidney (1529-1586) casou com Lady Mary Dudley, cuja família seria implicada no caso de Lady Jane Grey, embora o próprio Henry tenha escapado de qualquer tipo de implicação. Durante a sua vida, Henry adicionou aposentos e a Torre do Rei (King’s Tower) a Penshurst. Também criou o que, actualmente, é um dos mais antigos jardins privados da Inglaterra.
Philip Sidney (1554-1586), filho de Henry, nasceu em Penshurst Place no ano de 1554. Philip viria a ser sepultado na antiga igreja de São Paulo, em Londres, tendo falecido aos 25 dias depois de ter sofrido um ferimento fatal na coxa durante a Batalha de Zutphen, mas a sua tumba foi destruída durante o Grande Incêndio de Londres, em 1666.
O irmão de Philip, Robert Sidney, herdou então Penshurst. O sua posse resultou em mais adições às salas de aparato, incluindo uma impressionante Galeria Longa (Long Gallery). Herdou igualmente o Condado de Leicester. Os seus descendentes continuaram a viver no palácio durante as sete gerações seguintes. No século XIX, o edifício caiu no abandono, mas um novo ocupante, Sir John Shelley-Sidney, e o seu filho Philip começaram a restaurá-lo em 1818. O último foi feito Barão De L'Isle e Dudley em 1835.
O actual par do reino é o segundo Visconde De L'Isle, e é a ele e ao seu pai que muitas das modernas restaurações se devem, apesar de o edifício ter sido negligenciado durante a Primeira Guerra Mundial. Actualmente, o palácio e os jardins estão abertos ao público.

## Penshurst Place
É possível ver no palácio evidências de ocupação ao longo dos seus 670 anos de história:
- As Salas de Aparato, recheadas com fabulosas colecções adquiridas por várias gerações da família Sidney;
- O Solar Oeste, ou Sala de Jantar de Aparato, parte do edifício medieval, contém uma interessante colecção de retratos de família, mobiliário e porcelana;
- A Sala da Rainha Isabel, nomeada em homenagem à Rainha Isabel I, com a sua exposição de mobiliário estofado antigo;
- A Sala das Tapeçarias;
- A Galeria Longa, cheia de retratos Reais e de família;
- A Galeria Inferior: com uma exibição de armas e armaduras.

## Curiosidades
- Em 1992, a Grande Galeria e outras salas interiores foram usadas como cenários interiores para série de televisão, Covington Cross.
- Mais recentemente, a Galeria do Barão foi usada como cenário para o filme de Hollywood, The Other Boleyn Girl (A Outra Rapariga Bolena), baseado na novela de Philippa Gregory - que deve ser lançado no início de 2008 - realizado por Justin Chadwick e protagonizado por Scarlett Johansson, Natalie Portman e Eric Bana.